# Rafał Pankowski (lekarz)
Rafał Pankowski (ur. 1971) – polski ortopeda, dr hab. nauk medycznych, kierownik Kliniki Ortopedii i Chirurgii Kręgosłupa Wydziału Lekarskiego Gdańskiego Uniwersytetu Medycznego.

## Życiorys
W 1998 ukończył studia medyczne w Akademii Medycznej w Gdańsku, 20 stycznia 2005 obronił pracę doktorską Ocena skuteczności operacyjnego leczenia kręgozmyku cieśniowego metodą tylnej stabilizacji i przedniego międzytrzonowego usztywnienia kręgosłupa lędźwiowo-krzyżowego, otrzymując doktorat, a 21 stycznia 2016 habilitował się na podstawie oceny dorobku naukowego i pracy zatytułowanej Badania kliniczne i doświadczalne nad bezpośrednią derotacją kręgosłupa w operacyjnym leczeniu skoliozy idiopatycznej.
Jest twórcą derotatora Pankowskiego służącego do operacyjnego leczenia skolioz.
Pełni funkcję Kierownika Kliniki Ortopedii i Chirurgii Kręgosłupa w Katedrze Ortopedii i Traumatologii Narządu Ruchu na Wydziale Lekarskim Gdańskiego Uniwersytetu Medycznego.
Konsultant Wojewódzki w Dziedzinie Ortopedii i Traumatologii Narządu Ruchu.

## Wybrane publikacje
- 2015: Intraoperative computed tomography versus perdriolle and scoliometer evaluation of spine rotation in adolescent idiopathic scoliosis[1]
- 2015: Badania kliniczne i doświadczalne nad derotacją bezpośrednią kręgosłupa w operacyjnym leczeniu skoliozy idiopatycznej[1]
- 2016: Transient monoplegia as a result of unilateral femoral artery ischemia detected by multimodal intraoperative neuromonitoring in posterior scoliosis surgery: a case report[1]
- 2016: Direct vertebral rotation versus single concave rod rotation: low-dose intraoperative computed tomography evaluation of spine derotation in adolescent idiopathic scoliosis surgery[1]
- 2017: Prospektywna ocena wyników leczenia operacyjnego niepowikłanych neurologicznie złamań kręgosłupa piersiowo-lędźwiowego u dzieci leczonych w Klinice Ortopedii i Traumatologii Narządu Ruchu GUMED metodą „otwartą”, przezskórną z wykorzystaniem ramienia „C” oraz przezskórną z wykorzystaniem ramienia „O” i nawigacji[1]
- 2017: The sensory function of the uninjured nerve in patients after median and ulnar nerve injury[1]
- 2018: The prevalence and ossification pattern of the biphalangeal and triphalangeal lateral toes[1]
- 2019: The position and morphometry of the fovea capitis femoris in computed tomography of the hip
- 2019: Cadaveric biomechanical testing of torque – to – failure magnitude of Bilateral Apical Vertebral Derotation maneuver in the thoracic spine (współautor)[4]
- 2020: The early failure of the gamma nail and the dynamic hip screw in femurs with a wide medullary canal. A biomechanical study of intertrochanteric fractures